# Testament van Adolf Hitler

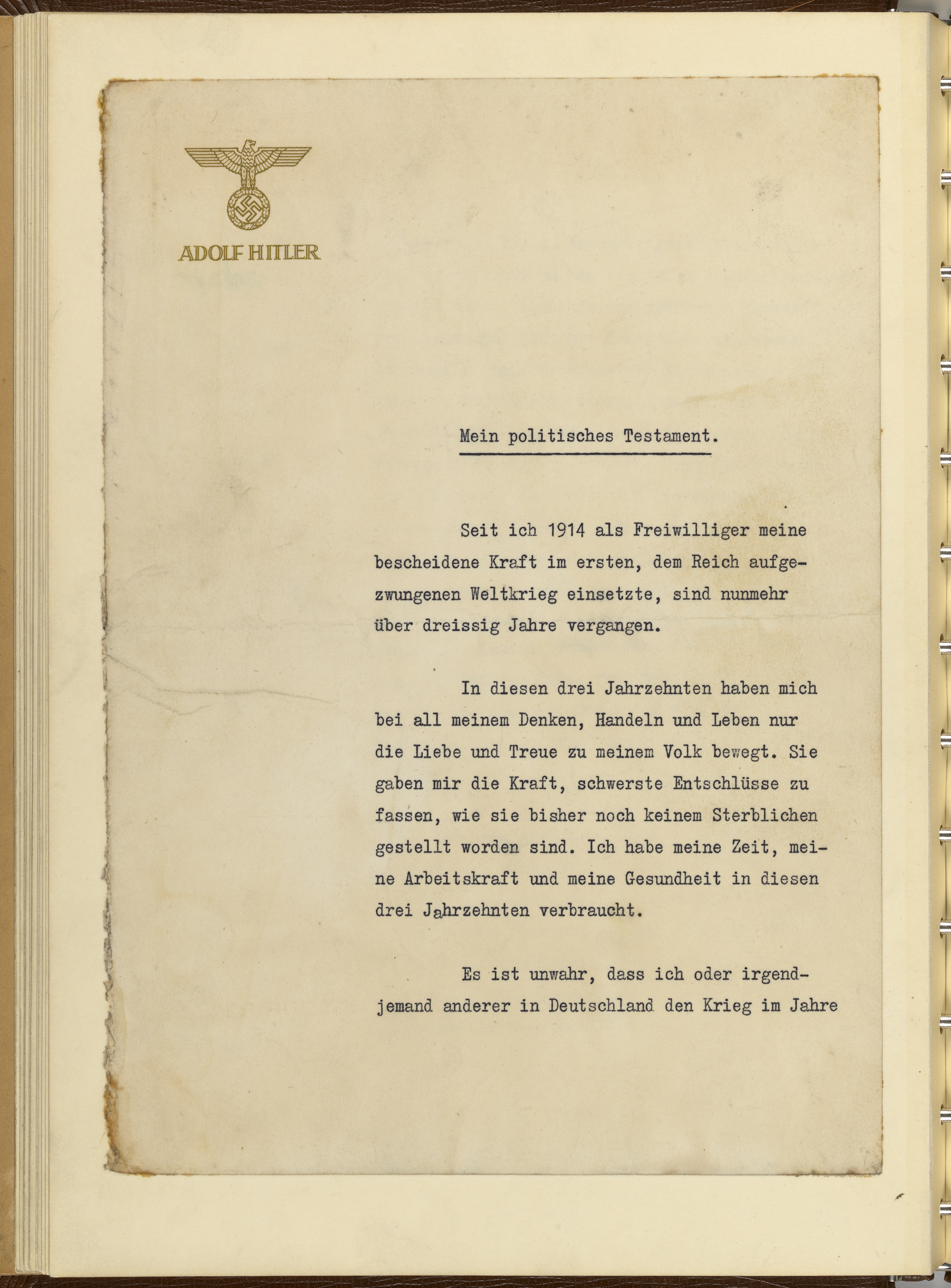
Eerste pagina van het politiek testament van Hitler

Het testament van Adolf Hitler werd door hem getekend op 29 april 1945 en omvat zowel Adolf Hitlers persoonlijke laatste wil als een politiek testament. Hitler schreef de documenten in eigen handschrift en dicteerde definitieve versies ervan aan zijn secretaresse Traudl Junge. 

## Persoonlijk testament
In zijn laatste wil (privates Testament) erkent Hitler dat hij getrouwd is, zij het dat hij zijn echtgenote (Eva Braun) niet bij naam noemt. Hij spreekt slechts over “dat meisje (jenes Mädchen) dat na lange jaren van trouwe vriendschap uit vrije wil naar de hevig belegerde stad Berlijn terug was gekomen om haar lot met het mijne te delen”. Hij maakt er gewag van dat dit meisje aan zijn zijde “als echtgenote” zal sterven. 
Zijn bezittingen vermaakte Hitler aan de partij (NSDAP) of, mocht die niet meer bestaan, aan de staat en als die niet meer mocht bestaan, dan maakt hem de bestemming van zijn nalatenschap niets meer uit. Zijn kunstverzameling laat hij na aan het nog te stichten kunstmuseum in zijn “thuisstad” Linz. Zijn “trouwste partijgenoot” Martin Bormann, medegetuige bij de ondertekening van deze laatste wil, benoemt hij tot  executeur-testamentair. Deze machtigde hij ook om een deel van de nalatenschap naar eigen inzicht te benutten voor het levensonderhoud van Hitlers zus Paula, voor de moeder van Eva Braun en voor zijn secretaressen en huishoudster.

## Politiek testament
Het politiek testament (Mein politisisches Testament) laat zich in grote lijnen lezen als een apologie voor Hitlers optreden en als een afrekening met degenen, met name Hermann Göring en Heinrich Himmler, die hem in de laatste oorlogsfase verraden zouden hebben. 
Hitler benoemde admiraal Karl Dönitz als nieuwe rijkspresident en Joseph Goebbels als rijkskanselier, die overigens een dag later dan Hitler zelfmoord zou plegen. Ook op andere kabinetsposten voerde Hitler per testament wijzigingen door die evenwel alle – gelet op de chaotische situatie aan het einde van de Tweede Wereldoorlog – nauwelijks werkelijke betekenis zouden hebben.